# The Mechanik
The Mechanik ist ein Actionfilm des Regisseurs Dolph Lundgren aus dem Jahr 2005.

## Handlung
Nick Cherenko ist Automechaniker in einem russischen Dorf. Als seine Kollegen einen Drogendeal durchführen, kommt es zu einer Schießerei. Der Drogenbaron Sasha Popov erschießt daraufhin Nicks Familie. Nick emigriert illegal in die USA, wo er seinen Beruf weiter ausübt. Sieben Jahre nach diesem Vorfall bittet Mrs. Abramov ihn, ihre Tochter Julia, die von Sasha Popovs Männern entführt wurde, zu befreien. Er nimmt den Auftrag an und bringt mit Hilfe einer zusammengewürfelten Einheit die Tochter außer Landes.

## Erwähnenswertes
- Dolph Lundgren ist Hauptdarsteller und gleichzeitig Regisseur. Auch am Drehbuch wirkte er mit.
- Der Film wurde größtenteils in Sankt Petersburg und Bulgarien gedreht.

## Kritik
Das Lexikon des internationalen Films urteilte: „Stereotyper Actionfilm mit der üblichen Folge von Kung-Fu-Gefechten.“